# NGC 4047
NGC 4047 (другие обозначения — UGC 7025, MCG 8-22-58, ZWG 243.37, IRAS12002+4854, PGC 38042) — спиральная галактика (Sb) в созвездии Большой Медведицы. Открыта Уильямом Гершелем в 1788 году.
Галактика находится на расстоянии 52 Мпк. Для неё измерены очень качественные кривые вращения и двумерные карты лучевых скоростей по линиям H-альфа и CO. На больших расстояниях от центра галактики W50 для спектральных линий нейтрального водорода (W50 — ширина области, в которой содержится 50% потока в линии) согласуется со скоростью вращения, измеренной по H-альфа; W90 (аналогичный показатель для 90% потока) значительно больше.
Этот объект входит в число перечисленных в оригинальной редакции «Нового общего каталога».